# کوراسپیتز
کوراسپیتز (به لاتین: Koraspitz) یک کوه است که در لیختن‌اشتاین واقع شده‌است. کوراسپیتز ۱٬۹۲۷ متر بالاتر از سطح دریا واقع شده‌است.